# ضريح أبي الدرداء (دمشق)
ضريح الصّحابي أبي الدرداء، يقع في دمشق في سوريا، وهو عبارة عن مسجد والذي يُعدّ جزءًا من قلعة دمشق، فيه ضريح يُنسب إلى الصحابي أبي الدرداء، والذي تؤكد كتب التاريخ أنّ وفاته كانت في دمشق.

## طالع أيضًا
- مقام أبي الدرداء (الإسكندرية).
- مقام أبي الدرداء (الأردن).